# Кубок Еміра Катару з футболу 2025
Кубок Еміра Катару з футболу 2025 — 53-й розіграш головного кубкового футбольного турніру у Катарі. Титул володаря кубка здобув Аль-Гарафа.

## Календар
| Раунд            | Дата              | Матчі | Клуби   |
| ---------------- | ----------------- | ----- | ------- |
| Попередній раунд | 21 квітня 2025    | 4     | 20 → 16 |
| 1/8 фіналу       | 4-7 травня 2025   | 8     | 16 → 8  |
| 1/4 фіналу       | 13-14 травня 2025 | 4     | 8 → 4   |
| 1/2 фіналу       | 18-19 травня 2025 | 2     | 4 → 2   |
| Фінал            | 24 травня 2025    | 1     | 2 → 1   |

## Попередній раунд
| Команда 1        | Рахунок      | Команда 2         |
| ---------------- | ------------ | ----------------- |
| 21 квітня 2025   |              |                   |
| Аль-Мархія (2)   | 1:2          | Аль-Месаймеер (2) |
| Аль-Вааб (2)     | 0:1          | Лусаїл (2)        |
| Аль-Харітіят (2) | 1:1 пен. 2:1 | Аль-Бідда (2)     |
| Ас-Сайлія (2)    | 1:0 дч       | Аль-Муайдар (2)   |

## 1/8 фіналу
| Команда 1     | Рахунок | Команда 2         |
| ------------- | ------- | ----------------- |
| 4 травня 2025 |         |                   |
| Аль-Аглі      | 1:0 дч  | Катар СК          |
| Аш-Шаханія    | 2:0     | Аль-Месаймеер (2) |
| 5 травня 2025 |         |                   |
| Ер-Раян       | 4:2     | Лусаїл (2)        |
| Ад-Духаїль    | 4:2     | Ас-Сайлія (2)     |
| 6 травня 2025 |         |                   |
| Аль-Гарафа    | 2:1     | Аль-Хор           |
| Ас-Садд       | 3:1     | Аль-Харітіят (2)  |
| 7 травня 2025 |         |                   |
| Аль-Вакра     | 1:4     | Умм-Салаль        |
| Аль-Шамаль    | 3:1     | Аль-Арабі         |

## 1/4 фіналу
| Команда 1      | Рахунок      | Команда 2  |
| -------------- | ------------ | ---------- |
| 13 травня 2025 |              |            |
| Аль-Аглі       | 2:1 дч       | Аш-Шаханія |
| Умм-Салаль     | 1:1 пен. 3:2 | Аль-Шамаль |
| 14 травня 2025 |              |            |
| Ер-Раян        | 2:2 пен. 5:4 | Ад-Духаїль |
| Аль-Гарафа     | 2:2 пен. 5:4 | Ас-Садд    |

## 1/2 фіналу
| Команда 1      | Рахунок | Команда 2   |
| -------------- | ------- | ----------- |
| 18 травня 2025 |         |             |
| Аль-Аглі       | 0:3     | Ер-Раян     |
| 19 травня 2025 |         |             |
| Аль-Гарафа     | 4:2     | 'Умм-Салаль |

## Фінал
| 24 травня 2025 19:00 (EEST) |

| Ер-Раян          | 1:2      | Аль-Гарафа          |
| ---------------- | -------- | ------------------- |
| Гедес 49' (пен.) | Протокол | Сассі 4' Хоселу 18' |

| Халіфа, Доха Глядачів: 38 149 Арбітр: Мохаммед Аль-Шаммарі |